# Slag bij Belgrado (1717)
De Slag bij Belgrado is een veldslag die op 16 augustus 1717 werd uitgevochten. De slag maakt deel uit van de Oostenrijks-Turkse Oorlog tussen 1716 en 1718.

## Voorgeschiedenis
In 1716 verklaarde Istanboel de oorlog aan Wenen nadat deze een verbond hadden gesloten met Venetië dat louter om bescherming tegen het Oosten ging. Hiervoor waren de relaties, na de vrede van Karlowitz in 1699, tussen beide naties vrij vriendschappelijk.
De oorlog die hierop volgde, verliep voorspoedig voor de Habsburgers met enkele grote overwinningen. Bij Petrovaradin botste op 5 augustus 1716 het Habsburgse leger, dat onder leiding stond van veldmaarschalk prins Eugenius van Savoye, op het Osmaanse leger, dat onder leiding stond van grootvizier Damad Ali Pasha. Beide legers waren ongeveer even groot (circa 70.000 man), maar het waren de Habsburgers die aan het langste eind trokken. Hierna ging het richting Timișoara, waar Eugenius het militaire bolwerk belegerde. Na een belegering van anderhalve maand gaf de stad zich over. Eugenius gebruikte de winter om zijn aanval op Belgrado voor te bereiden. Deze stad was immers strategisch interessant omdat invasietroepen er langs zouden moeten.

## De slag bij Belgrado

### Het beleg
Op 15 juni 1717 stak het Habsburgse leger de Donau over en op 18 juni was de omsingeling een feit. De belegeraars wierpen twee verschillende wallen en versterkingen op, die zowel naar de stad als naar het omliggende binnenland gericht waren. Eugenius verwachtte immers een ontzettingsleger. Op 27 juli verscheen inderdaad zo'n leger van ongeveer 100.000 soldaten in het zuidoosten. De 30.000 verdedigers van de stad hadden het zwaar te verduren gehad door de aanhoudende beschietingen. De stad was deels verwoest.

### De slag
Omdat de Osmanen zich beperkten tot artilleriebeschietingen vanaf hoger gelegen posities, zag Eugenius zich genoodzaakt snel te handelen. De Habsburgse troepen kregen ook met dysenterie af te rekenen. Op 16 augustus vielen de Habsburgse troepen de kampementen van de Osmanen aan. De dichte mist van die dag gaf ze het voordeel van de verrassing. Vooral de troepen uit Beieren onderscheidden zich en konden 150 vuurmonden buit maken. Het kamp werd vrij snel ingenomen, waarbij de Osmanen tot 10.000 manschappen verloren. Het overige deel van het ontzettingsleger trok zich terug richting Niš. Als gevolg van de verloren slag gaven de verdedigers van Belgrado zich op 18 augustus over. Zij bekwamen een vrije aftocht.

## Gevolgen
De Osmanen werden tot de Vrede van Passarowitz gedwongen, die de Donau tot de natuurlijke grens tussen de twee rijken maakte.